# Góry-Kolonia (województwo lubelskie)
Góry-Kolonia – wieś w Polsce, w województwie lubelskim, w powiecie puławskim, w gminie Markuszów.
Do 2023 miejscowość była kolonią wsi Góry.
W latach 1975–1998 miejscowość położona była w starym województwie lubelskim.
Wieś stanowi sołectwo gminy Markuszów.